# Venetië (stad)
Venetië (Italiaans: Venezia, Venetiaans: Venèsia) is een stad in het noordoosten van Italië. De stad werd gesticht in de 5e eeuw en is gebouwd op 118 kleine eilanden. Venetië is wereldwijd bekend vanwege de ligging aan het water, het historische centrum met monumentale gebouwen, bruggen en kanalen. Het is een populaire toeristische bestemming.
De aan de Adriatische Zee gelegen stad vormde eeuwenlang de toegang van West-Europa tot de Zijderoute en speelde een belangrijke rol in de Europese geschiedenis. Venetië bracht Europa vernieuwingen zoals wissel- en kredietbanken, boekhouding, obligatiemarkten en belangrijke verbeteringen in de scheepsbouw. Vanuit Azië en Egypte werden technieken rond suikerriet, zijde, glasblazen en sieraden geïntroduceerd. Sinds 1987 staan de stad Venetië en haar lagune op de Werelderfgoedlijst van de UNESCO.
De gemeente Venetië telde op 31 december 2021 officieel 254.850 inwoners, van wie 50.434 in het historische centrum van de stad Venetië zelf (centro storico), 26.795 op andere eilanden die tot de gemeente behoren, en 177.621 op het vasteland, voornamelijk in Mestre. Het is de hoofdstad van de regio Veneto.

## Geschiedenis
Venetië ligt op een groep kleine eilanden midden in de Lagune van Venetië, die al in de tijd van het Romeinse Rijk Venetia werd genoemd. Er woonden al eeuwen mensen, maar de eerste grotere nederzettingen kwamen er pas als gevolg van de toestroom van bewoners uit de Romeinse steden in de omgeving van Venetië, zoals Padua, Treviso en Altino, die hun toevlucht zochten in de lagune na de invallen van Attila rond 452 en van de Longobarden in 568 ten tijde van het instorten van het West-Romeinse Rijk. Dit bleek een strategische plek te zijn: troepen van het land konden niet in groten getale naar de eilanden komen en schepen vanaf zee liepen makkelijk vast op de verraderlijke zandbanken in de lagune.

### Deel van het Byzantijns Rijk
In het midden van de zevende eeuw was de strijd min of meer al beslist, maar het Byzantijnse Rijk behield in Italië onder meer de regio Veneto. De hoofdstad der Venetianen was tot circa 750 Eraclea; in het Latijn Heracliana of in Grieks-Byzantijns Heraclia. Van circa 750 tot 810 was de hoofdstad de bisschopsstad Malamocco, of in het Latijn Metamaucum.
Omdat in de achtste eeuw de dreiging door Longobarden en nadien door Franken bleef voortduren, kreeg het gebied een eigen, voor het leven gekozen leider. Dit was de zogeheten doge, naar dux (het Latijnse woord voor leider).

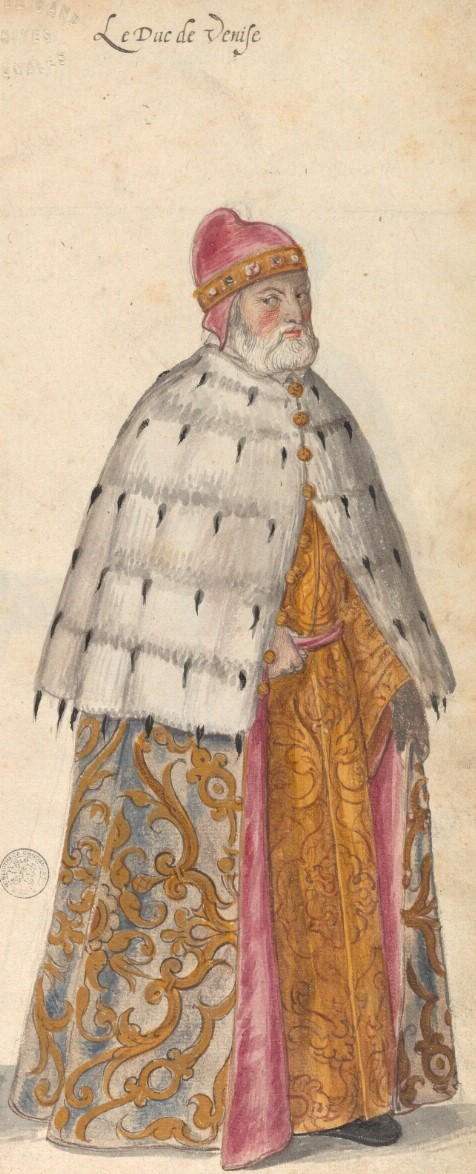
De doge van Venetië
Geïllustreerd in het manuscript "Théâtre de tous les peuples et nations de la terre avec leurs habits et ornemens divers, tant anciens que modernes, diligemment depeints au naturel".
(16e eeuw), Lucas d'Heere, Universiteitsbibliotheek Gent

### Uitbreiding en verstedelijking
In 810 verhuisde doge Angelo Partecipazio, eerste doge van het Huis Partecipazio, de hoofdstad van Malamocco naar Rialto. Rialto is de oude naam van de oudste wijken van Venetië: San Marco en San Polo. Hij installeerde er het dogepaleis. Ondanks de belegering door de Karolinger Pepijn van Italië kwam het toch tot een vergelijk tussen het Karolingische keizerrijk en het Byzantijnse keizerrijk in de Vrede van Aken (812). De stad Venetië kende een opmars. Het was de periode dat het Huis Partecipazio regeerde over Venetië. Later in de negende eeuw was er sprake van een stad als echte eenheid, door de gemeenschappelijke vijanden, door de bouw van bruggen tussen de eilandjes, en tevens doordat de stad een beschermheilige kreeg. In 828 werd de heilige Marcus van Alexandrië, die door de traditie wordt geïdentificeerd met de schrijver van het Evangelie volgens Marcus, begraven op de plek waar nu de Basiliek van San Marco staat. (zie onder)
De op zee sterke Venetianen, die de Adriatische Zee domineerden, moesten met hun vloot vaak Byzantijnse belangen verdedigen en kregen in ruil meer onafhankelijkheid en handelsprivileges.

### Hoogtepunt van de Venetiaanse macht
In de 12e eeuw werd de Republiek Venetië een steeds grotere economische bedreiging voor de concurrerende steden Genua en Pisa, en tevens machtiger dan Constantinopel, het vroegere Byzantium. Rond 1104 werd het Arsenaal gebouwd, dat gezien wordt als het eerste industriële complex ter wereld. Vanaf de 13e eeuw slaagden de Venetianen erin om steeds meer steden en eilanden langs het oosten van de Adriatische Zee te veroveren. Uiteindelijk zouden zelfs de Peloponnesos, Kreta en Cyprus in handen van de Republiek Venetië komen.
Toen de Vierde Kruistocht om financiële redenen vastliep grepen de Venetianen hun kans: ze betaalden kruisvaarders om met hun hulp de opstandige stad Zadar en in 1204 Constantinopel te veroveren. Daarna volgde er vanaf 1256 een meer dan honderd jaar durende strijd met concurrent Genua om de macht in de oostelijke Middellandse Zee (de zogeheten Venetiaans-Genuese oorlogen). Die duurden tot in 1380 Genua uiteindelijk verslagen werd. In de twaalfde, 13e en 14e eeuw was de stad dan ook op het hoogtepunt van haar macht.
Venetië werd geregeerd door een oligarchie, gevormd door de rijkste handelsfamilies van de stad. Zij kozen de doges en zetten deze ook weer af wanneer ze dit nodig vonden. Dit leidde uiteraard tot bloedige intriges en familievetes. Venetië kon zich dankzij zijn machtige positie onafhankelijk opstellen ten opzichte van de Rooms-Katholieke Kerk en hanteerde een voor die tijd hoge mate van religieuze en intellectuele vrijheid. Hierdoor werd de stad een vrijhaven voor kunstenaars en schrijvers. Boeken die niet door de rooms-katholieke censuur kwamen, konden hier wel uitgegeven worden. Venetiaanse kooplieden waren invloedrijke financiers in Europa en de stad bloeide op het gebied van kunst en architectuur. Van 1271 tot 1295 legde de Venetiaanse koopman Marco Polo zijn reis naar en van China af.

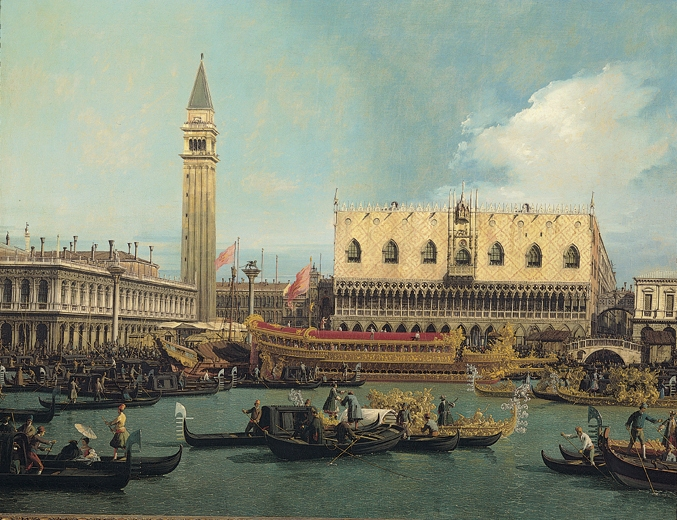
De Bucintoro, het ceremoniële jacht van de doges, met het Dogepaleis (ca. 1740), Canaletto, Pinacoteca Agnelli
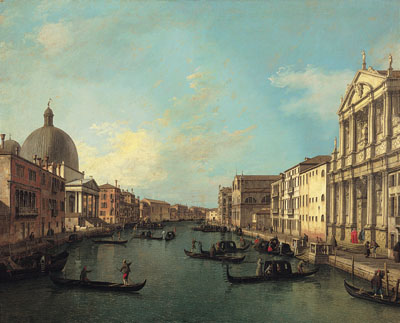
Het Canal Grande (= Groot Kanaal) met gondels (ca. 1730), Canaletto, Pinacoteca Agnelli

### Verval van macht
In 1453 echter namen de Turken Constantinopel in, waarmee het tij voor Venetië definitief keerde. De republiek verloor veel havens en eilanden en het werd voor de Venetianen steeds moeilijker om aansluiting te houden met de Zijderoute. De stad raakte daardoor in financiële moeilijkheden. In het begin van de 16e eeuw sloeg Venetië nog een aanval af van de Liga van Kamerijk, gevormd door de paus, Frankrijk, Spanje en Duitsland, maar op de lange duur bleek de republiek te klein ten opzichte van de Europese grootmachten. Ook van belang was de ontdekking van Amerika in 1492. In de exploitatie van dat continent speelde Venetië namelijk geen rol.
De 18e eeuw was de laatste eeuw waarin de stad onafhankelijk was, maar deze periode wordt wel gezien als de meest fascinerende van haar bestaan. Gedurende dit Settecento werd de stad misschien wel de meest elegante en verfijnde stad van Europa en had Venetië grote invloed op kunst, architectuur en literatuur met kunstenaars zoals Canaletto, Antonio Vivaldi en Benedetto Marcello. Veel jongeren uit rijke families deden de stad aan als onderdeel van hun grand tour.

### Einde van onafhankelijkheid
Op 12 mei 1797 veroverde Napoleon Bonaparte de stad, waardoor Venetië na meer dan duizend jaar haar onafhankelijkheid verloor, en op 12 oktober van hetzelfde jaar tekende Napoleon het Verdrag van Campo Formio, waarmee de stad onderdeel werd van het door de Oostenrijkers gecontroleerde koninkrijk Lombardije-Venetië. Op 18 januari 1798 nam dit de stad over. Tijdens het Congres van Wenen (1814-1815) werd deze beslissing bekrachtigd. 

### 19e eeuw
Het elan van de Risorgimento leidde in het Revolutiejaar 1848 tot het verdrijven van de Oostenrijkers en het oprichten van de Republica di San Marco, opgevat als een stap op weg naar een Italiaanse republiek. De revolutieleider Daniele Manin werd op 7 maart 1849 tot president verkozen, maar na een wekenlange beschieting van de stad en de lagune door de troepen van Josef Radetzky, capituleerde Venetië op 22 augustus. De toestand van vóór de oorlog werd grotendeels hersteld. In 1851 herkreeg Venetië de status van vrijhaven en in 1854 werd de staat van beleg opgeheven.
De Tweede Italiaanse Onafhankelijkheidsoorlog leidde tot de afscheuring van Lombardije uit het koninkrijk Lombardije-Venetië en tot de stichting van het Koninkrijk Italië in 1861. Venetië bleef onder Oostenrijkse controle en werd de nieuwe hoofdstad. Pas vijf jaar later bracht de Oostenrijkse nederlaag tegen de Pruisen in de Slag bij Königgrätz daar beweging in. Keizer Frans Jozef had reeds de afstand van Venetië toegezegd aan Napoleon III in ruil voor diens non-interventie in de oorlog, maar de Derde Italiaanse Onafhankelijkheidsoorlog liet Venetië in Italiaanse handen. Dit werd in 1866 geformaliseerd door de Vrede van Praag. Napoleon III stond Venetië op 19 oktober af aan Italië en enkele dagen later bevestigde de bevolking deze keuze in een plebisciet.

## Naam
Waar de naam "Venetië" precies vandaan komt, is onduidelijk, maar deze is in elk geval verbonden met het volk de Veneti. Een verband met het Latijnse werkwoord venire (komen) of (Slo)venië lijken onwaarschijnlijk. Mogelijk is er een verband met het Latijnse woord venetus, dat "zeeblauw" betekent. Bijnamen van Venetië zijn onder meer "stad van het water", "stad van de bruggen", La Dominante en La Serenissima.

### Afleidingen
- De naam Venezuela betekent oorspronkelijk 'Klein Venetië'.
- Wereldwijd worden waterrijke gebieden en andere steden vergeleken met Venetië. De Franse koning Lodewijk XI doopte Amiens al tot 'Venetië van het noorden', maar ook andere plaatsen hebben een dergelijk predicaat gekregen, zoals de steden Amsterdam en Brugge, of het Nederlandse dorpje Giethoorn.
- De woorden ciao, getto en arsenaal komen oorspronkelijk uit het Venetiaans.

## Geografie

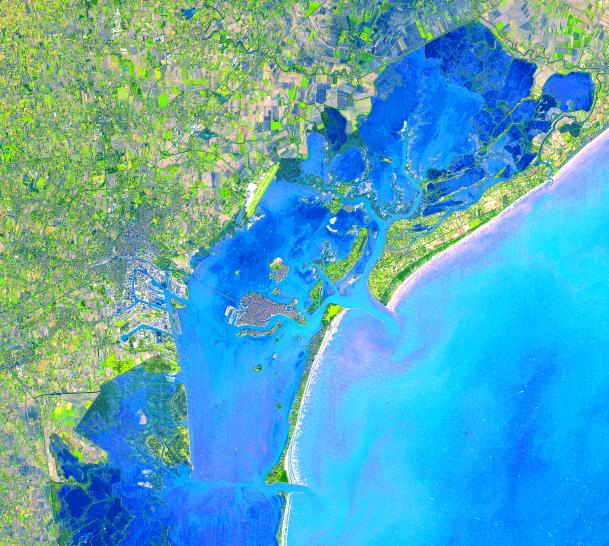
Reliëfsatellietfoto van de lagune, met Venetië (grijs) links van het midden (NASA)

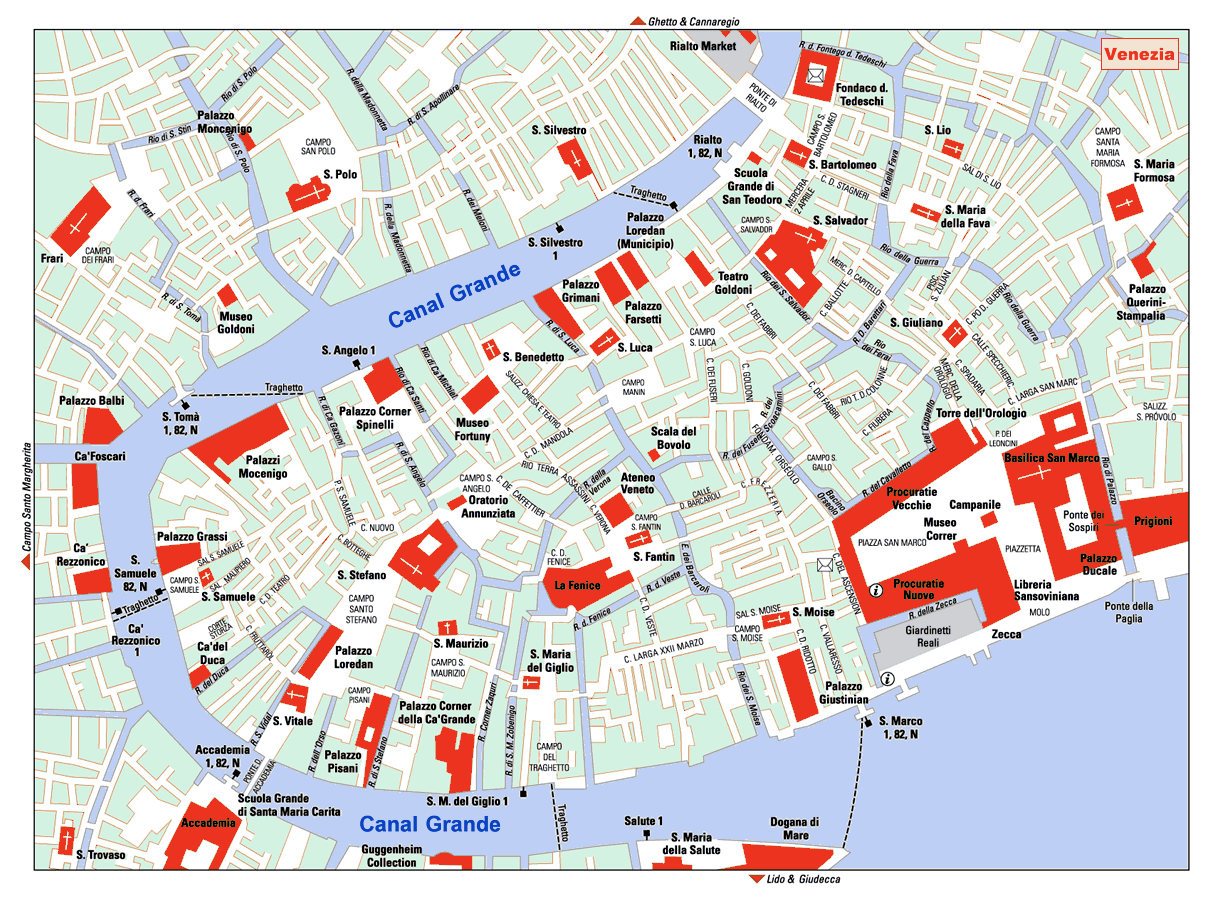
Kaart van het historische stadscentrum van Venetië

### Topografie
Venetië ligt op 118 eilanden met daartussen 177 kanalen en heeft rond de 400 bruggen. Door de stad slingert het brede Canal Grande, dat waarschijnlijk een oude rivierbedding van de rivier de Brenta is geweest. De stad ligt in een lagune die begrensd wordt door het schiereiland Cavallino-Treporti en de eilanden Pellestrina en Lido met mondaine stranden en vele hotels. Binnen de lagune liggen nog andere eilanden, zoals Murano met de glasblazerijen, Torcello met zijn vroege kathedraal, Burano met zijn kleurrijke huizen, Giudecca en San Giorgio Maggiore. De stad is met het vasteland verbonden door de bijna vier kilometer lange Ponte della Libertà.
Venetië ligt ten oosten van Verona, ten westen van Triëst en ten noordoosten van Bologna, aan de noordwestoever van de Adriatische Zee.

### Bestuurlijke indeling
Het historisch stadscentrum, de centro storico, bestaat uit zes wijken, die sestiere (van sesto, één-zesde) heten, te weten:
- Santa Croce
- San Polo
- Cannaregio
- Dorsoduro
- Castello
- San Marco

Deze zijn evenwel geen onderdeel van de hedendaagse bestuurlijke indeling van de gemeente Venetië.

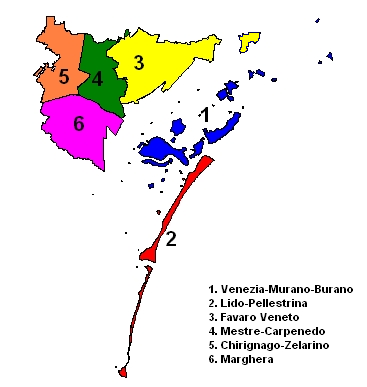
De zes municipalità van Venetië

Venetië is ingedeeld in zes circoscrizioni die conform plaatselijke besluitvorming de naam van Municipalità kregen.
- Municipalità di Venezia-Murano-Burano (met onder meer het hele centro storico maar ook Murano en Burano)
- Municipalità di Lido-Pellestrina (met onder meer het Lido di Venezia, Pellestrina en San Pietro in Volta)
- Municipalità di Favaro Veneto (Favaro Veneto)
- Municipalità di Mestre-Carpenedo (met onder meer de frazione Mestre)
- Municipalità di Chirignago-Zelarino (met onder meer Chirignago n Zelarino)
- Municipalità di Marghera (met onder meer Marghera en Malcontenta)

### Klimaat
Venetië kent een warm zeeklimaat (Köppen Cfa).
| Maand                  | jan | feb | mrt | apr | mei | jun | jul | aug | sep | okt | nov | dec | Jaar |
| ---------------------- | --- | --- | --- | --- | --- | --- | --- | --- | --- | --- | --- | --- | ---- |
| Gemiddeld maximum (°C) | 6   | 8   | 12  | 16  | 21  | 24  | 27  | 27  | 23  | 18  | 11  | 7   | 16,7 |
| Gemiddeld minimum (°C) | −1  | 1   | 3   | 8   | 12  | 16  | 18  | 17  | 14  | 9   | 4   | 0   | 8,4  |
|                        |     |     |     |     |     |     |     |     |     |     |     |     |      |
| Neerslag (mm)          | 58  | 53  | 58  | 63  | 68  | 76  | 63  | 83  | 66  | 68  | 86  | 53  | 795  |
| Bron: Weather.com      |     |     |     |     |     |     |     |     |     |     |     |     |      |

## Architectuur

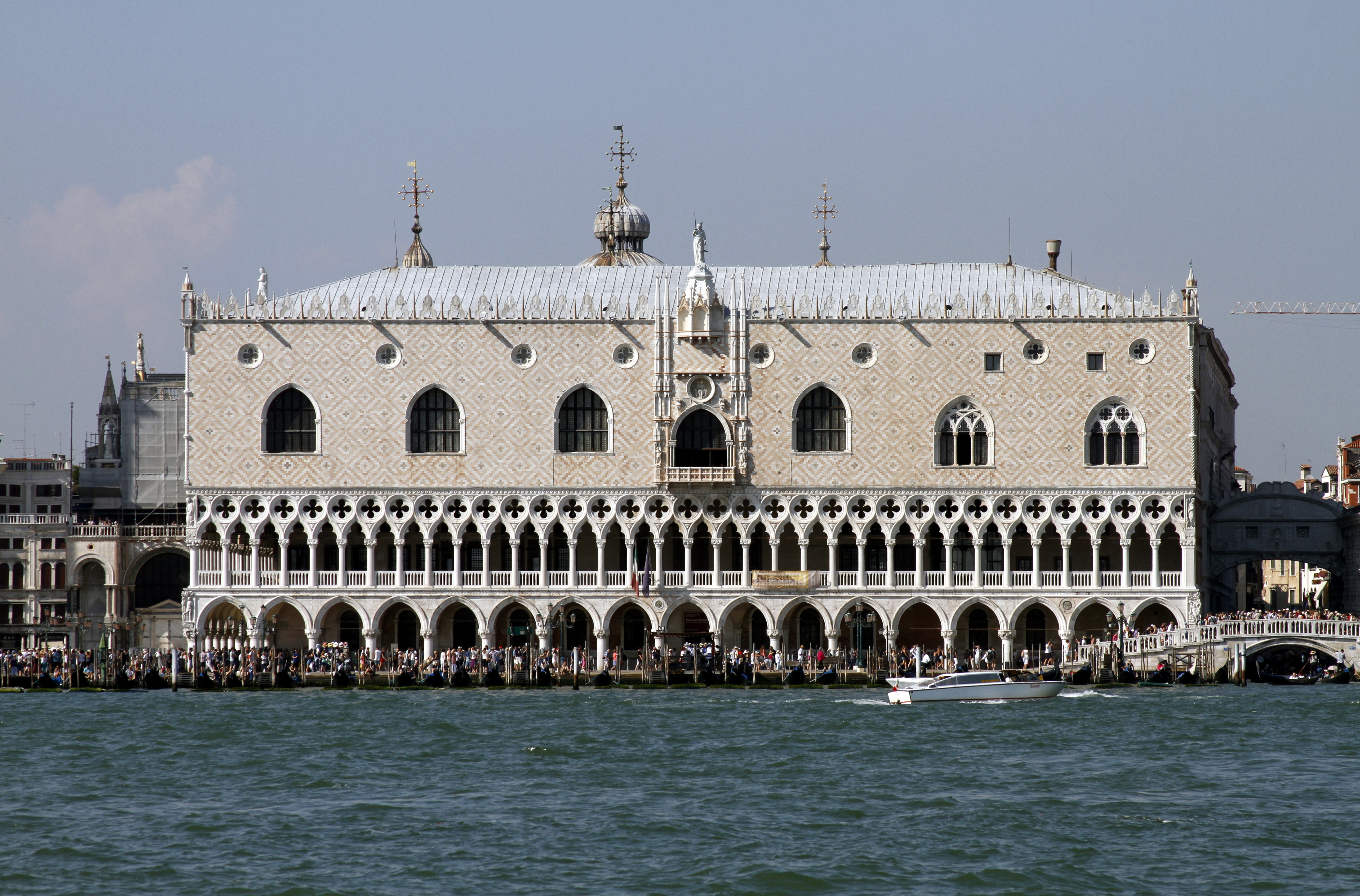
Het Dogepaleis, een voorbeeld van Venetiaanse gotiek

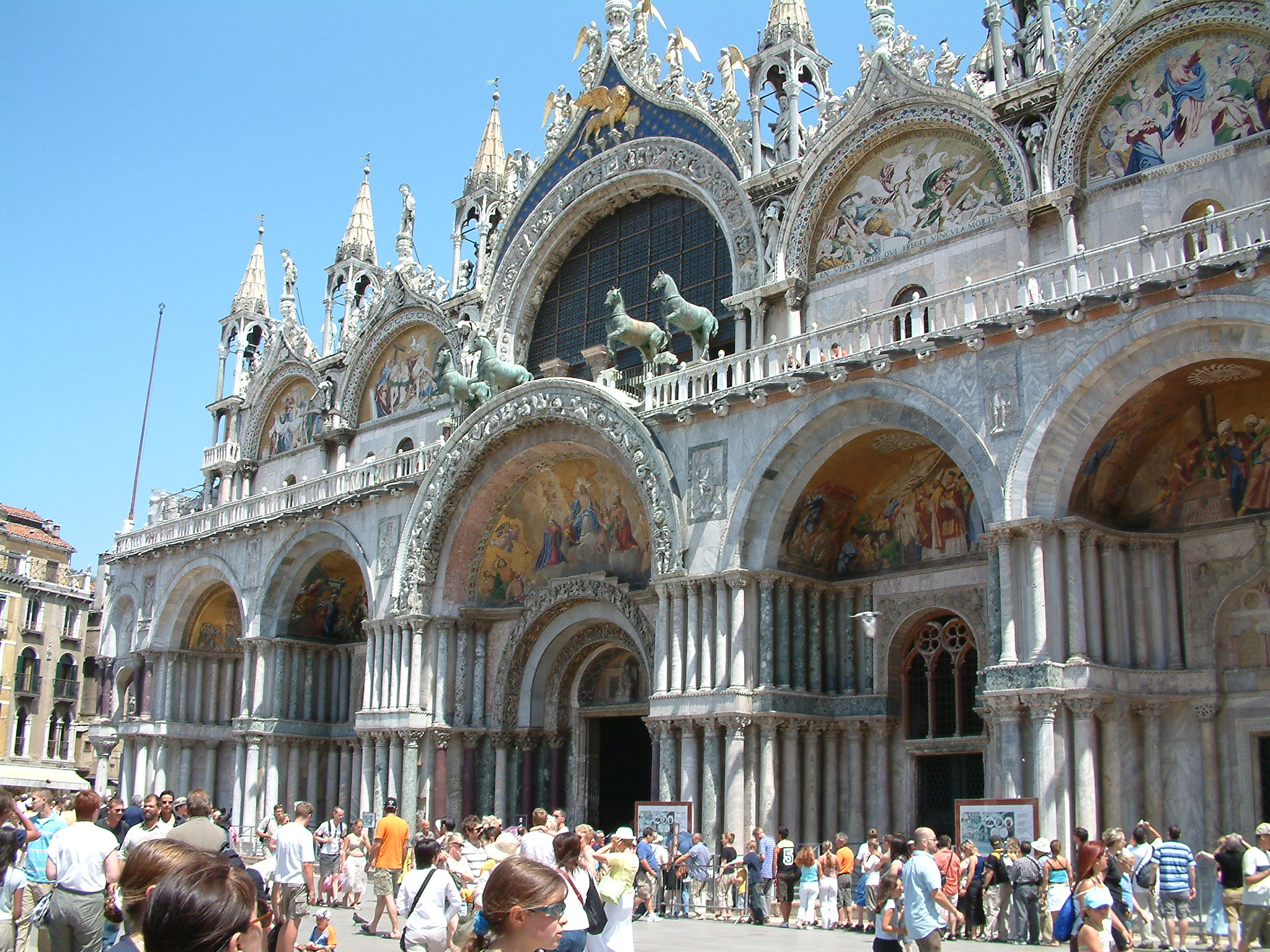
De Basiliek van San Marco, Byzantijnse architectuur

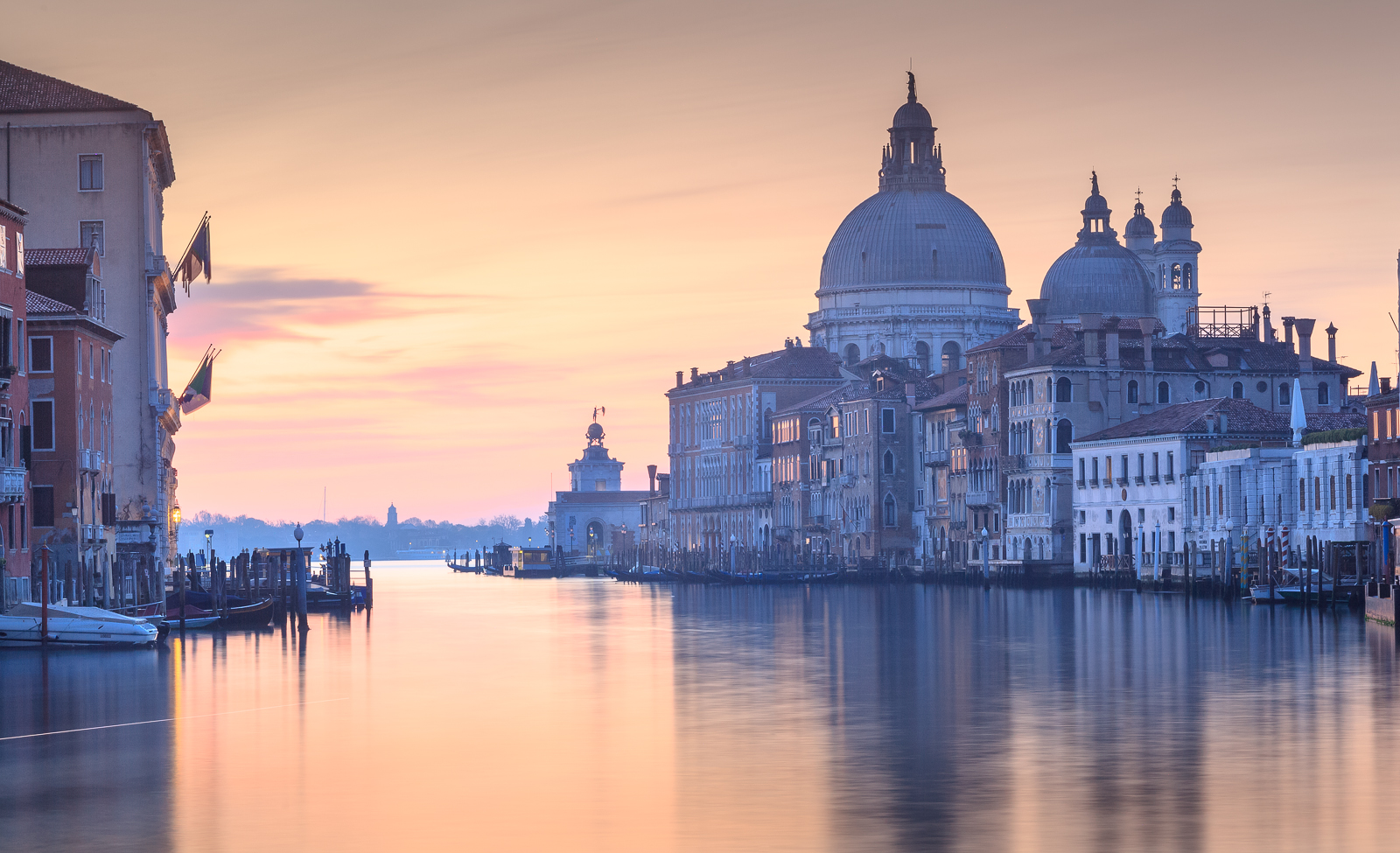
Het Canal Grande in de vroege ochtend, met rechts de koepels van de Basiliek van Santa Maria della Salute, Venetiaanse barok

Venetië kent haar eigen bouwstijlen: de Venetiaanse gotiek en Venetiaanse renaissance-architectuur. De Venetiaanse gotiek is een symbiose van de Italiaanse gotiek, de Byzantijnse architectuur en gedeeltelijk de islamitische architectuur, aangepast aan de lokale bouweisen. Deze stijl is tot stand gekomen door de handelscontacten van deze stad met het oostelijke deel van de Middellandse Zee.
In de middeleeuwen waren de meest prominente gebouwen kerken, maar in Venetië zijn juist de koopmanshuizen de beste voorbeelden van de gotiek. De meeste Venetiaanse gotische bouwwerken stammen uit de 14e en 15e eeuw. De bekendste voorbeelden zijn het Dogepaleis en het Ca' d'Oro. Beide zijn voorzien van loggia's van op kleine afstand van elkaar staande kleine pilaren, met zwaar maaswerk met vierpasvormige openingen boven, decoratie langs de daklijn en sommige gekleurde patronen op gewone muuroppervlakken. Samen met de ogiefboog, afgetopt met een reliëfornament en touwwerkreliëfs, zijn dit de meest iconische kenmerken van de stijl. De arcaden dienden niet alleen voor de sier, maar ook om de huizen in de zomer te ventileren. Beneden was vaak de opslagruimte (meteen aan het water) daarboven het kantoor en daarboven de woonruimte. De gotische kerken waren in de meeste gevallen minder typisch Venetiaans en stonden qua stijl dichter bij die in de rest van Italië.
Later volgde de Venetiaanse renaissance-architectuur, en nog later de Venetiaanse barok; ook deze week af van die op het vasteland en de invloed van haar gotische voorganger was duidelijk te zien. In de 19e eeuw kenden Europa en Amerika de opkomst van de neogotiek, waarbij ook sprake was van een herleving van de Venetiaanse gotiek.

### Belangrijke bouwwerken
- De Basiliek van San Marco, op het Piazza San Marco, is de derde kerk op deze plaats en dateert van rond 1060. Het gebouw is in Byzantijnse stijl en bevat onder andere romaans beeldhouwwerk, mozaïeken, marmer, bronzen beelden en een van edelstenen voorzien altaarstuk: de Pala d'Oro.
- Het Dogepaleis, naast de basiliek, gaat terug tot de negende eeuw en deed niet alleen dienst als woning van de doge, maar ook als gerechtshof en als stadhuis. Dit gotische meesterwerk bestaat gedeeltelijk uit roze marmer. Binnen bevinden zich talloze kunstschatten, waaronder werken van Tintoretto, Veronese en Carpaccio.
- Het San Marcoplein vóór de basiliek is het grote plein, en het enige dat piazza heet. Een plein in Venetië heet een campo. Op het plein staat sinds de twaalfde eeuw de Campanile, de klokkentoren van de Basiliek van San Marco. In de noordwand van het plein bevindt zich nog de Torre dell'Orologio, tussen 1496 en 1499 gebouwd door Mauro Codussi als een wonder van techniek.
- De Basilica di Santa Maria Gloriosa dei Frari, een grote gotische kerk, bevindt zich in het oostelijk gedeelte van de Sestiere San Polo, die in het midden van de vijftiende eeuw ontstond. Deze bezit onder meer schilderijen van Titiaan en Bellini en het graf van de componist Monteverdi.
- De San Zaccaria-kerk is een van de meest typische voorbeelden van de Venetiaanse Renaissancestijl.
- De Basiliek van Santa Maria della Salute is een witte, beeldbepalende kerk aan het zuidelijke uiteinde van het Canal Grande. Ook de veelkleurige façades van de vele paleizen langs dit water trekken de aandacht.
- Het Fondaco dei Tedeschi (Magazijn van de Duitsers) is een historisch beeldbepalend gebouw aan het Canal Grande vlak bij de Rialtobrug dat naar ontwerp van Rem Koolhaas in de periode 2014-2016 werd verbouwd tot winkelcentrum.[8]
- De Scuola Grande di San Rocco staat bekend om haar muur- en plafondschilderingen van de kunstschilder Tintoretto.
- In het Ghetto, de Joodse wijk, bevinden zich nog vijf synagogen. De oudste is de Scuola Grande Tedesca uit 1528.
- De Riva degli Schiavoni is de kade langs het Canale di San Marco waar men kan flaneren met een prachtig uitzicht. Aan de oostzijde bevindt zich zowaar een klein bos.
- De Bacino Orseolo, een opstapplaats voor gondels.
- De Biblioteca Marciana op het San Marcoplein, een bibliotheek.

### Kerken
Enkele bekende kerken zijn:
- Basiliek van San Marco

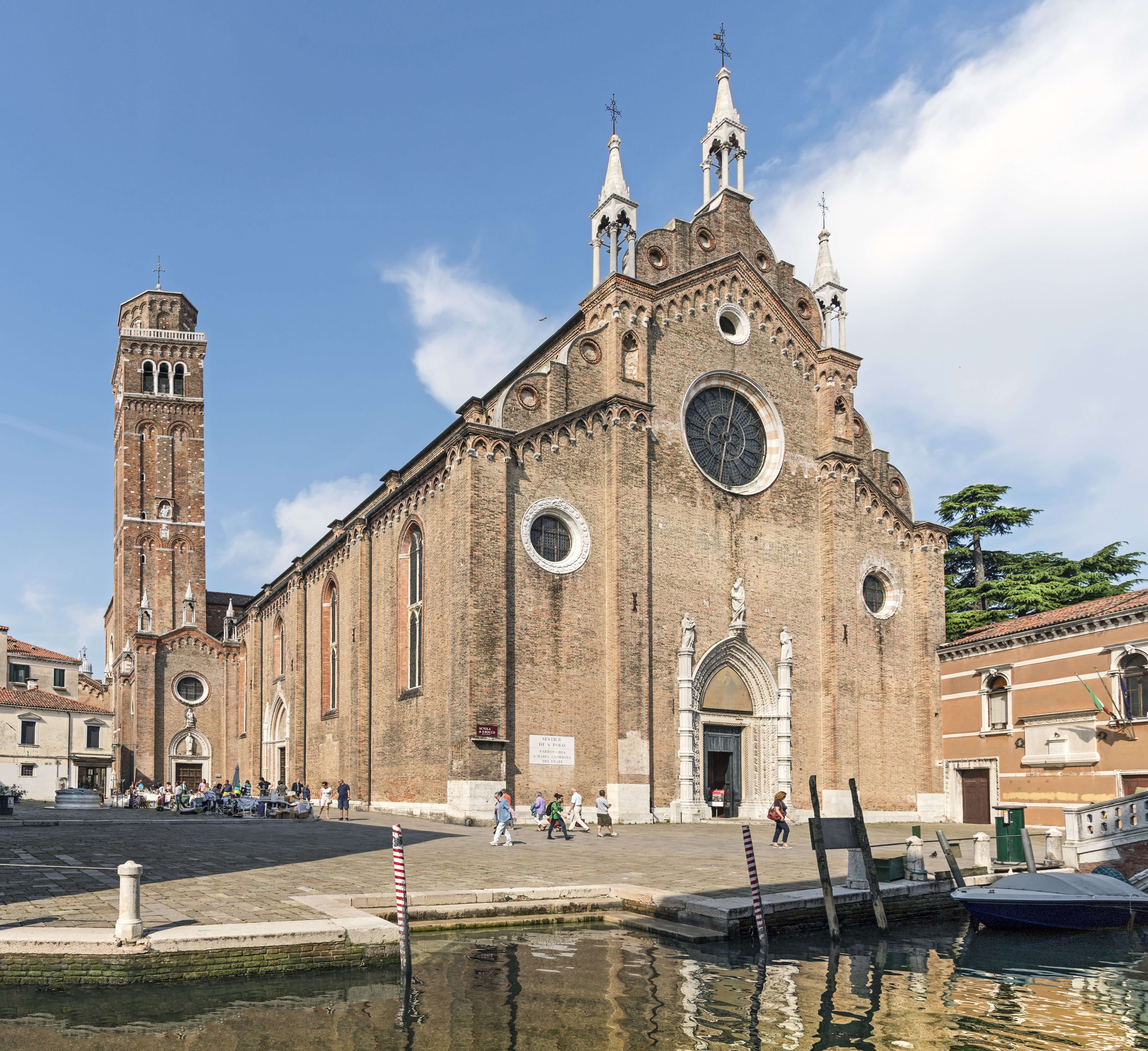
De Basilica di Santa Maria Gloriosa dei Frari

- Basilica di Santa Maria Gloriosa dei Frari
- Basiliek van Santa Maria della Salute
- Chiesa dell'Angelo San Raffaele
- Chiesa di San Moisè
- Dom van Mestre
- Chiesa della Pietà
- Chiesa di San Salvador
- Chiesa di Santo Stefano
- Il Redentore
- Ognissanti
- San Lazzaro degli Armeni, een Armeens-katholiek klooster op het gelijknamige eiland
- San Michele
- San Samuele
- San Zaccaria
- Santa Maria dei Miracoli
- Chiesa di San Francesco della Vigna
- San Zanipolo

### Bruggen

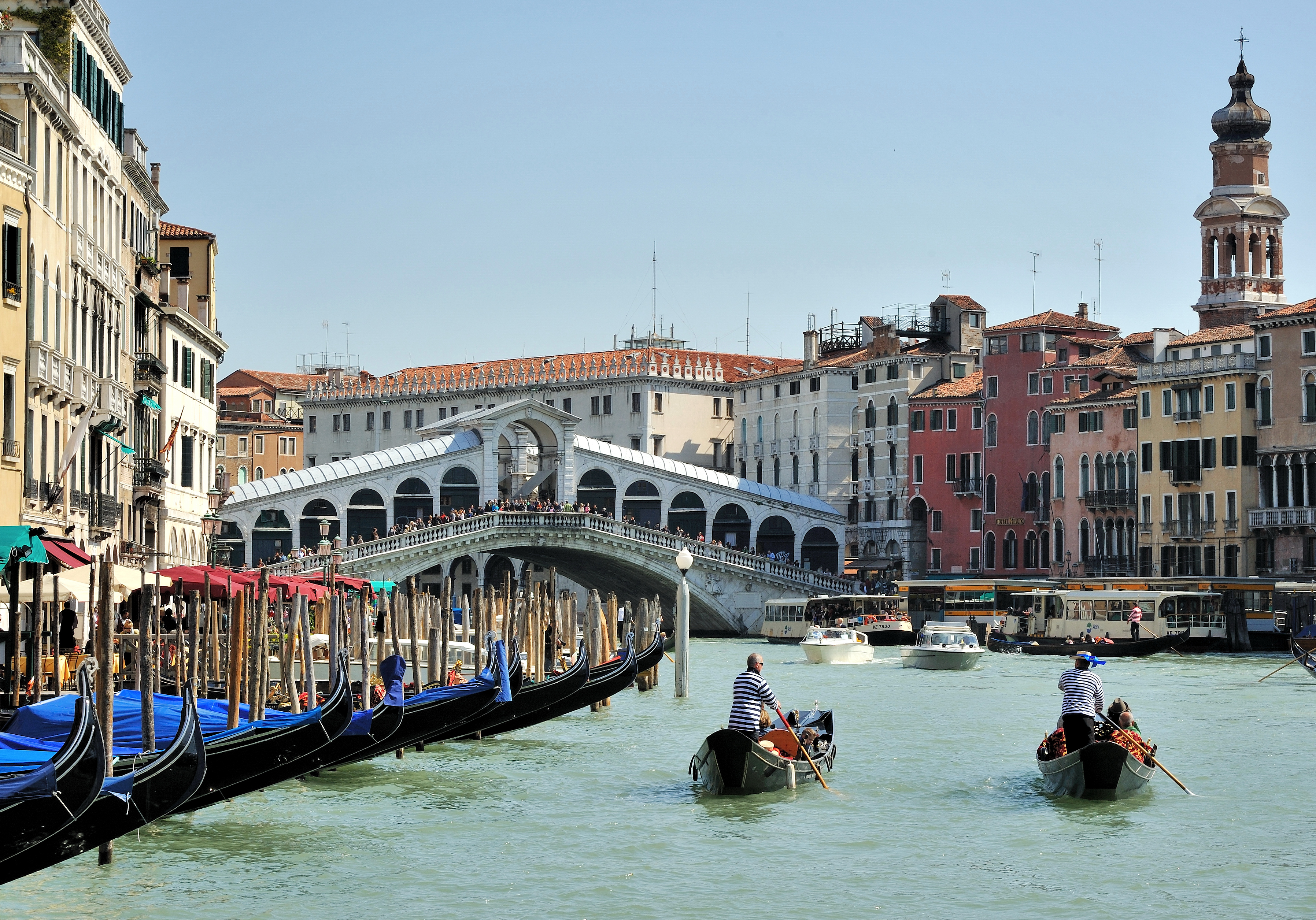
Het Canal Grande en de Rialtobrug

Enkele bekende bruggen zijn:
- Brug der Zuchten
- Ponte dell'Accademia
- Ponte degli Scalzi
- Ponte della Costituzione
- Rialtobrug

### Paleizen

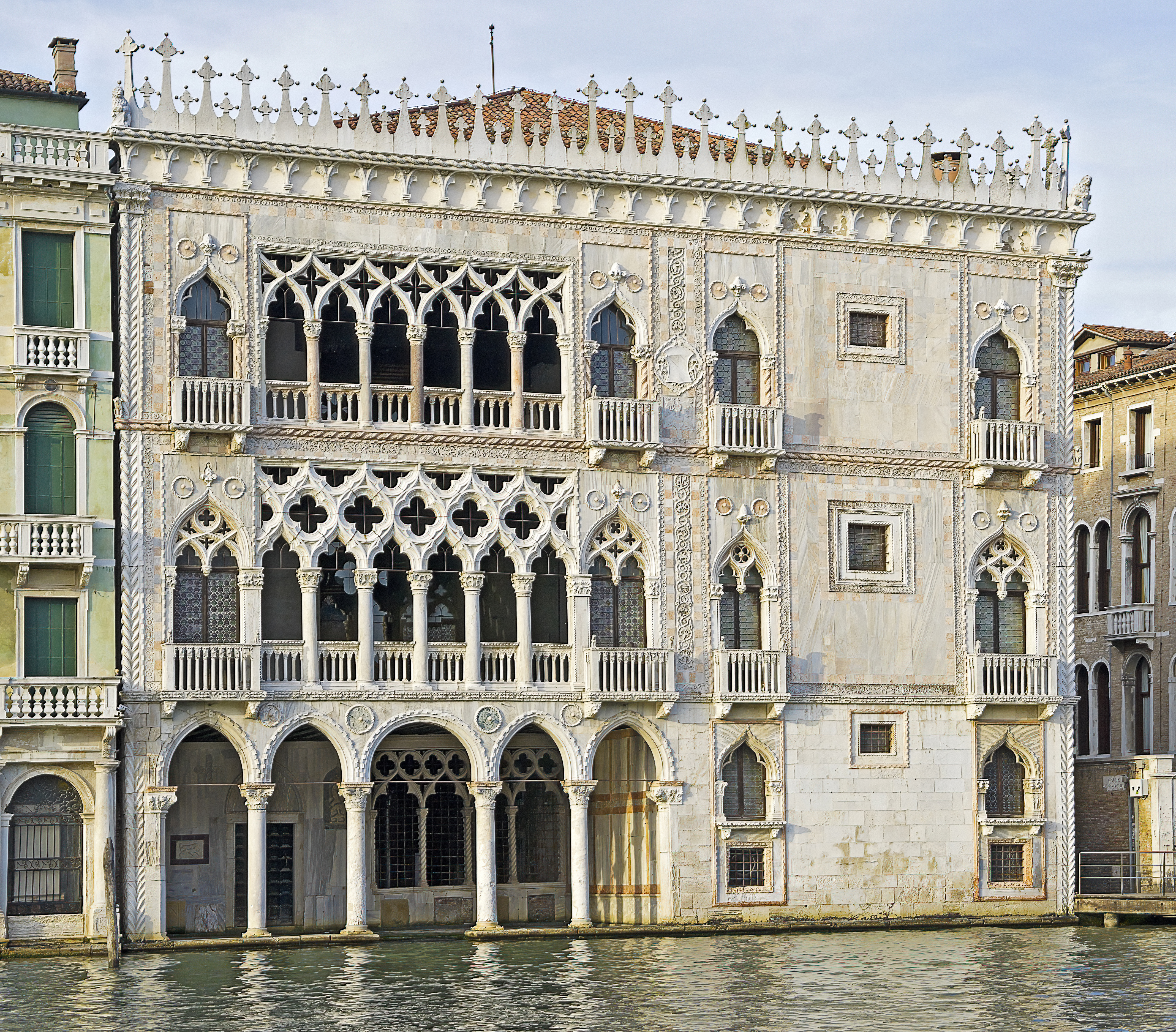
Ca' d'Oro, Venetiaanse gotiek

Enkele bekende paleizen zijn:
- Ca' d'Oro
- Ca' Dario
- Ca' Pesaro
- Ca' Rezzonico
- Dogepaleis
- Palazzo Vendramin-Calergi
- Palazzo dei Camerlenghi

## Cultuur

### Kunst

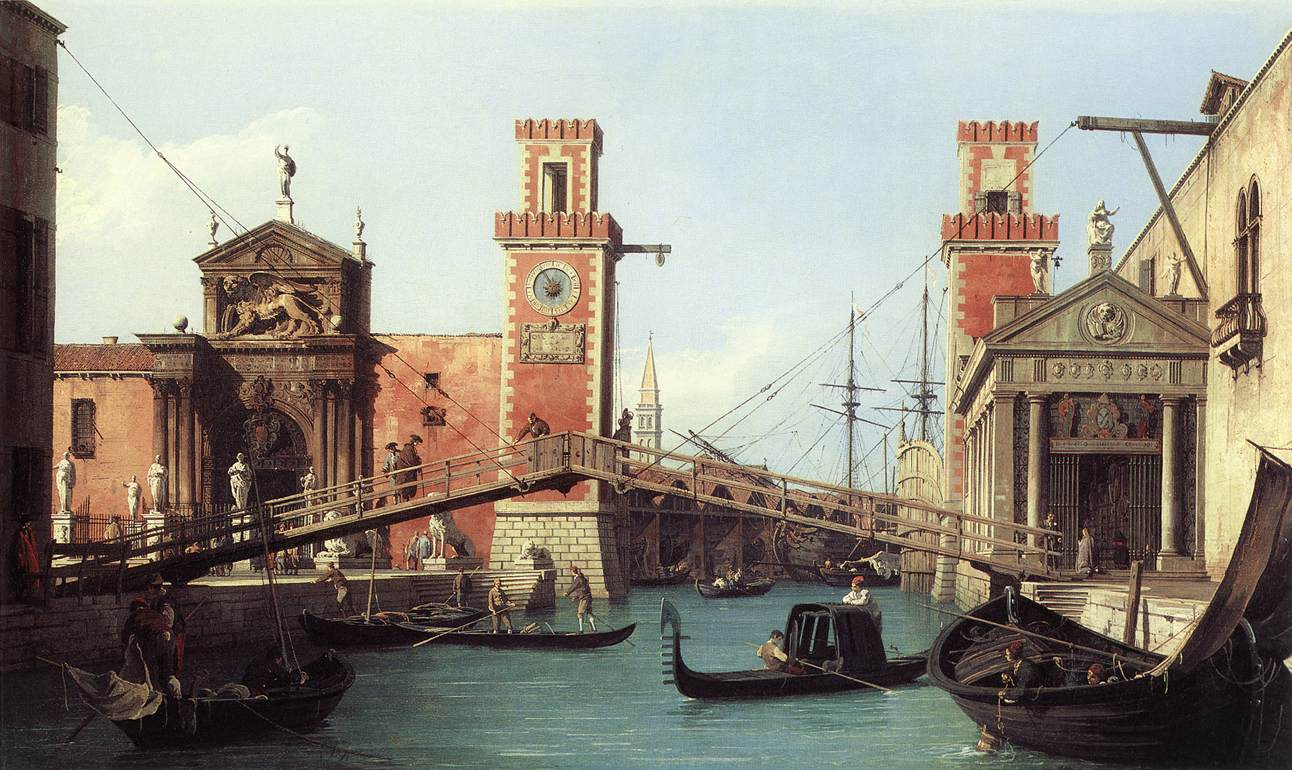
Gezicht op de ingang naar het Arsenaal
(ca. 1732), geschilderd door Canaletto

Enkele Venetiaanse beroemde kunstschilders zijn Titiaan, Tintoretto, Canaletto en Paolo Veronese. Behalve meerdere kunstenaars zijn ook de ontdekkingsreiziger Marco Polo, componisten Claudio Monteverdi en Vivaldi en vrouwenveroveraar Giacomo Casanova beroemde Venetianen. De toneelschrijver en -regisseur Carlo Goldoni begon in Venetië met zijn hervorming van de Commedia dell'arte. Goethe bezocht de stad in 1786, de dichter Robert Browning en de schrijver Henry James woonden er en in 1883 stierf Wagner er. Monet maakte er aan het begin van de 20e eeuw een paar schilderijen.

### Musea
Enkele bekende musea zijn:

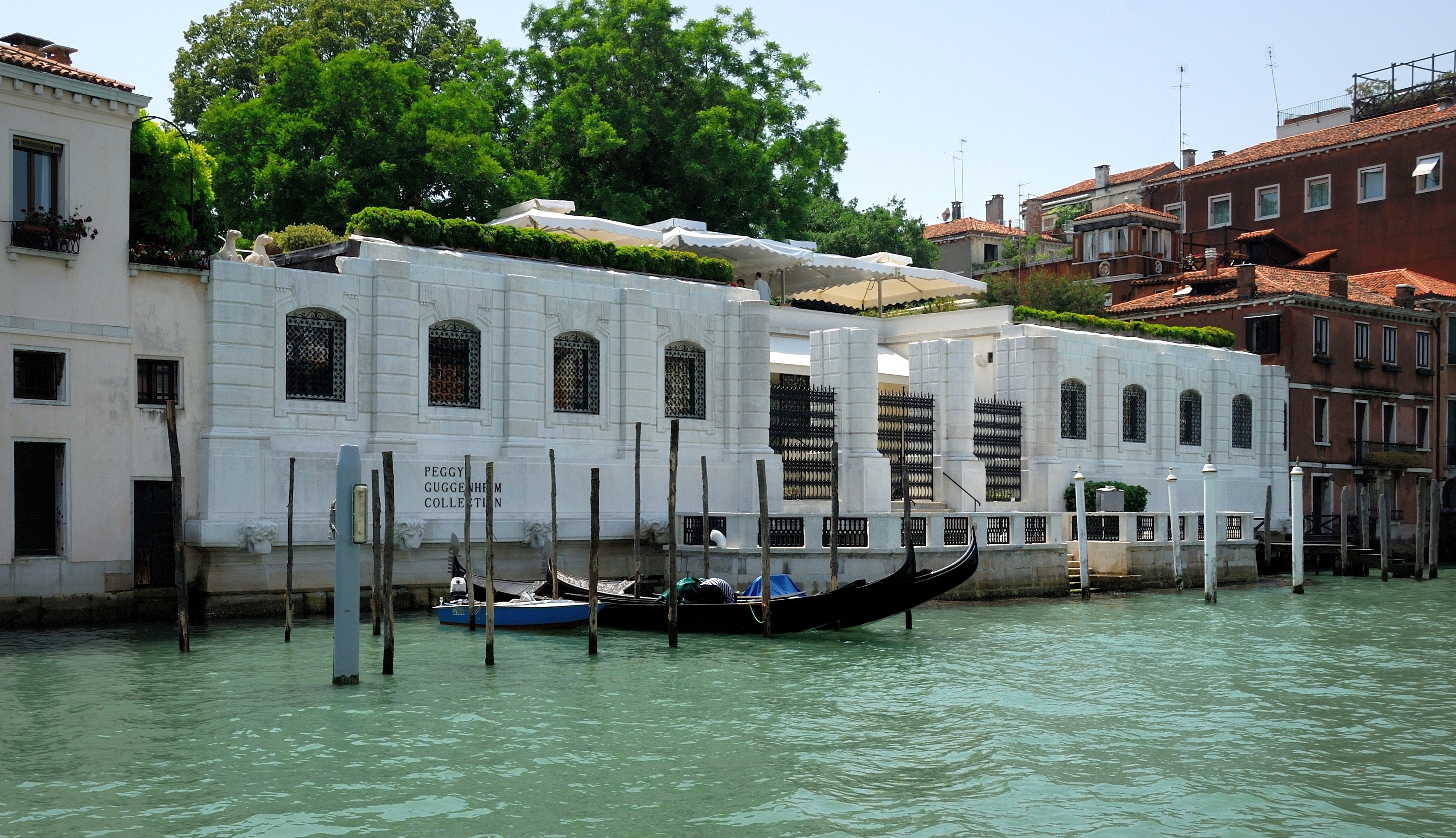
De Peggy Guggenheim Collection wordt soms aangezien voor een modern gebouw, maar is in werkelijkheid een nooit afgebouwd palazzo uit de 18e eeuw.

- Accademia di Belli Arti herbergt werk uit de 14e tot en met de 18e eeuw: van de gotiek tot aan werk van Tiepolo
- Fondazione Bevilacqua La Masa
- Galleria Internazionale d'Arte Moderna en Museo d'Arte Orientale, beide gevestigd in het Ca' Pesaro
- Gallerie dell'Accademia
- Museo Correr
- Museo Fortuny
- Palazzo Grassi
- Peggy Guggenheim Collection
- Punta della Dogana: Het driehoekige gebouw scheidt het Canal Grande en het Giudeccakanaal: het bevat een permanente tentoonstelling van moderne kunst uit de Collectie François Pinault
- Querini Stampalia Foundation Museum

### Glaswerk
Venetiaans glas wordt reeds sinds de 13e eeuw geproduceerd. Dit glaswerk wordt in verschillende kleuren gemaakt en gegraveerd en versierd. De productie begon in de stad maar werd na verloop van tijd verplaatst naar het nabijgelegen eiland Murano om het productieproces beter geheim te kunnen houden. Het is te koop in de vele winkels en galeries. 

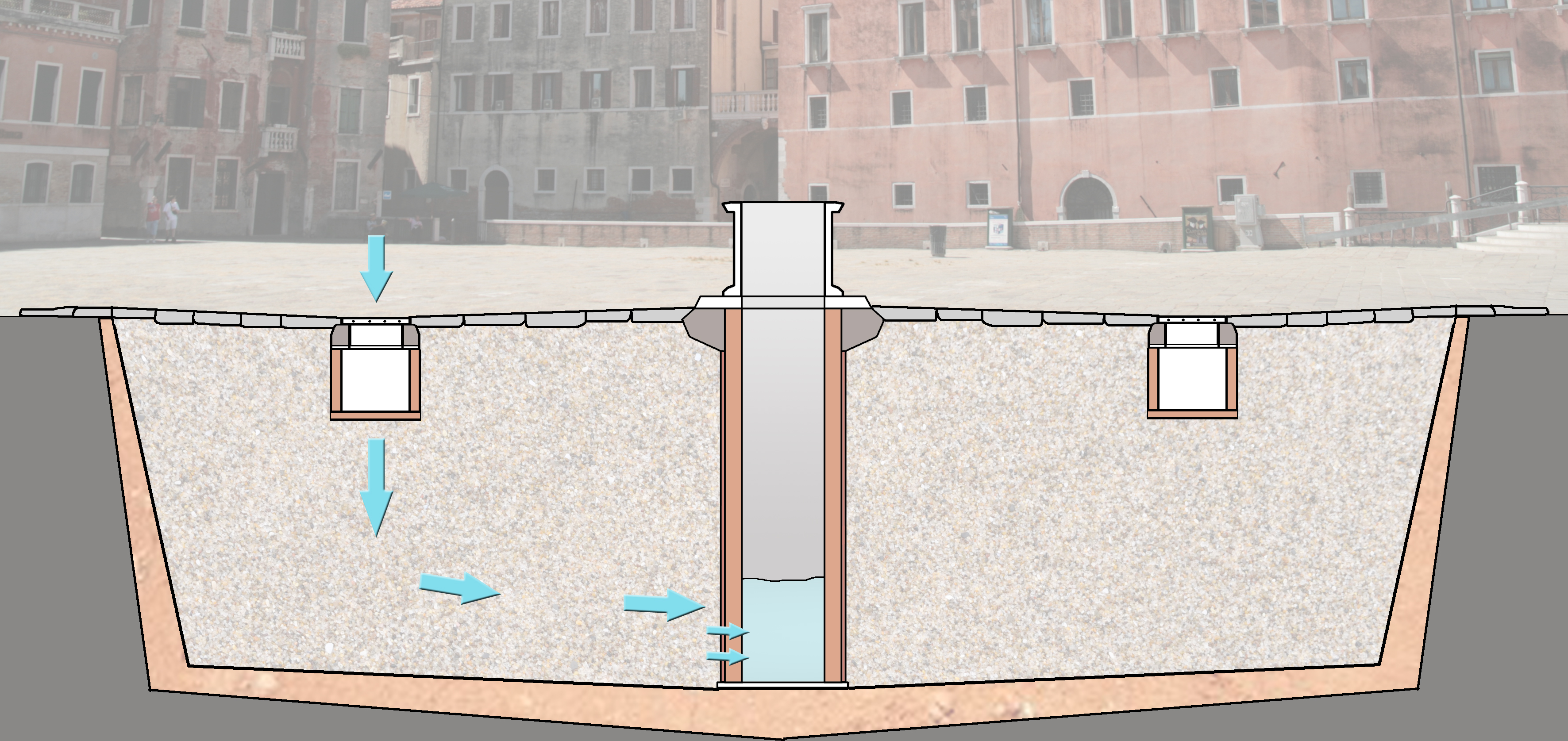
Schema van een Venetiaanse watercistern

### Watercisternen
Tot de opening van het aquaduct in 1884 vertrouwde Venetië voor zijn watervoorziening op een systeem van ondergrondse cisternen die regenwater opvingen, filterden en opsloegen. Door de ligging in een lagune kon niet worden geput uit rivieren of uit het brakke grondwater. Als alternatief werd een vernuftig netwerk uitgebouwd van meer dan vijfduizend ondergrondse cisternen, het overgrote deel privaat. Maar ook onder bijna elk openbaar plein bevindt zich nog een (niet meer gebruikte) cistern, herkenbaar aan de centrale waterput, waarvan de opbouw (vera) meestal uit marmer is en voorzien van ornamenten. De pleinen, vrij van begroeiing en obstakels, hellen licht af om het water via stenen roosters (pilelle) te verzamelen in galerijen (cassoni), vanwaaruit het door het zand (spongia) in de cisternen sijpelt en gezuiverd wordt. De wanden van de cisternen zijn bekleed met een dikke laag ondoordringbare klei, om het zoete water binnen te houden en het zoute water buiten. Daarentegen zijn de speciale bakstenen (pozzoli) en mortel van de centrale schacht wel doordringbaar, zodat de waterput zich vult. 
Het systeem berustte op de inzet van velen. Om te voorkomen dat de klei bij gebrek aan regen zou uitdrogen en barsten, waren er watermannen (acquaroli) die voortdurend met schuiten (burchi) de lagune overstaken om water te halen uit de Brenta. Maar ook te veel water was een gevaar. Bij hoogwater (acqua alta) werden de roosters in het plaveisel dichtgestopt, want als er brak water in de cistern liep, moest hij meerdere keren worden gespoeld om weer functioneel te worden. Na verloop van tijd werden de publieke putten, om overconsumptie te vermijden, afgesloten met een metalen deksel, wat de kwaliteit van het water weliswaar niet ten goede kwam. De sleutels waren bij de parochiehoofden (capi contrada), die tweemaal per dag de putten lieten openen onder klokgelui. Het systeem was over het algemeen performant en slaagde erin gelijke tred te houden met de bevolkingsgroei, onder meer door de dakgoten af te leiden naar de cisternen.

### Eetcultuur
In Harry's Bar werden het gerecht carpaccio en de Bellini-cocktail bedacht. Verder zijn er de cicchetti. Dit zijn kleine gerechtjes die bij de borrel worden gegeten. Ze zijn vergelijkbaar met de Spaanse tapas en pinchos. Vaak zijn het rijkelijk belegde kleine broodjes.

### Evenementen

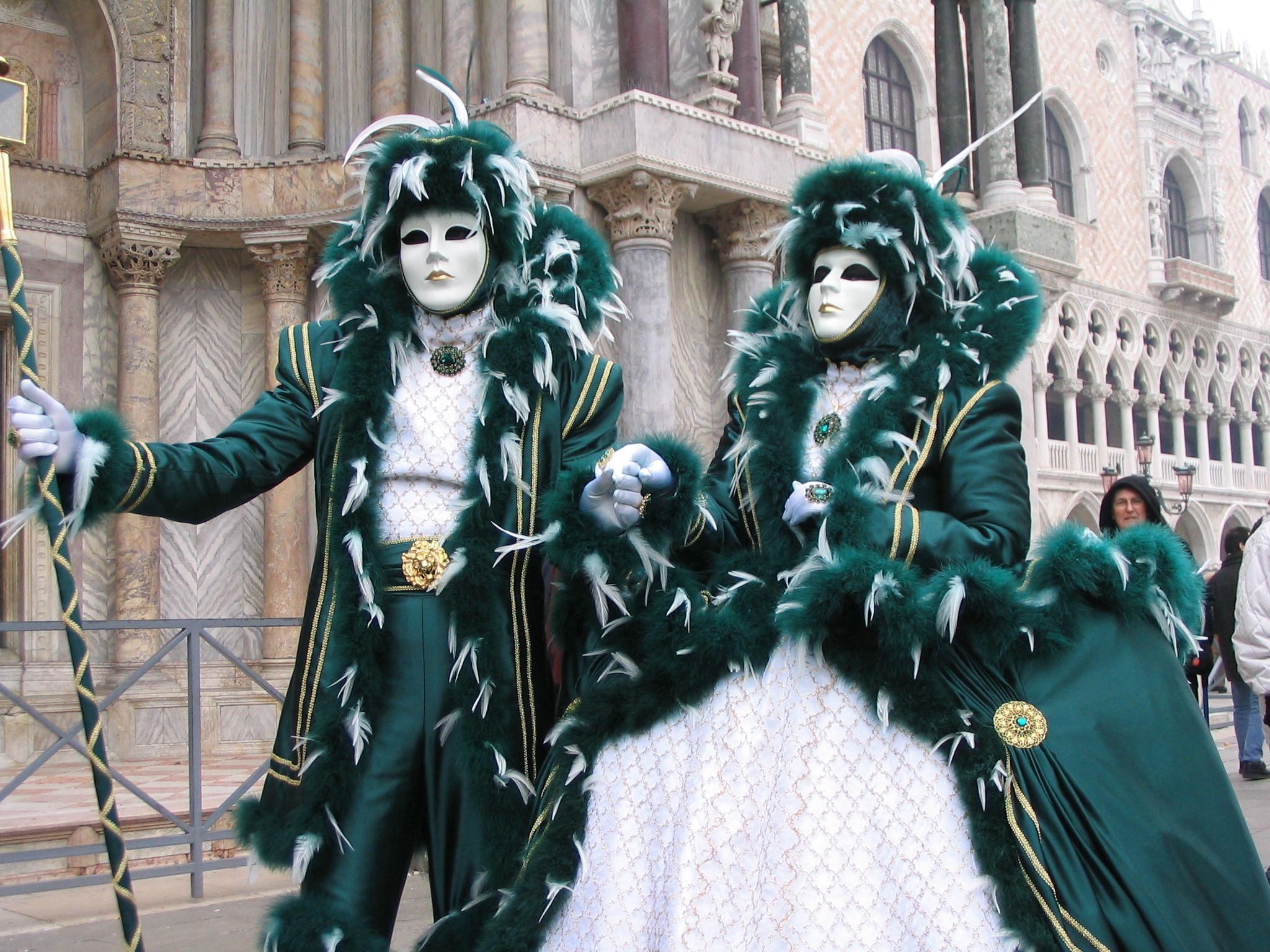
Het Carnaval van Venetië

Het bekendste evenement is het al eeuwen bestaande jaarlijkse Carnaval van Venetië. Elke twee jaar wordt in Venetië de kunsttentoonstelling Biënnale van Venetië gehouden.
Het Lido dat een van de eerste mondaine badplaatsen was, is de locatie van het Filmfestival van Venetië.
In mei wordt de traditionele roeiwedstrijd Vogalonga gehouden; die van 2014 was de 40e editie. Aan de wedstrijd nemen ploegen uit heel de werelddeel, met vaartuigen die variëren van drakenboten en gondels tot wedstrijd-achten.
Op de derde zondag van juli is het Festa del Redentore ter herinnering aan de pestepidemie van 1576, met groot vuurwerk. Op de eerste zondag van september vindt de Regata Storica plaats. Er zijn dan veel versierde gondels en traditionele kledij te zien. Ook vindt er een wedstrijd tussen gondeliers plaats.
Ook is er een feest op 21 november ter ere van het einde van de pestepidemie van 1630. Er wordt dan een ponton gelegd over het Canal Grande naar de Basiliek van Santa Maria della Salute.

### Venetië in boeken, films en theater
Twee van de meest geliefde toneelstukken van de Engelse toneelschrijver William Shakespeare spelen zich af in Venetië: The Tragedy of Othello, The Moor of Venice en The Merchant of Venice. Ook in andere literaire werken is voor de Italiaanse stad gekozen. De Franse schrijver Marcel Proust liet er een belangrijk gedeelte van zijn magnum opus À la recherche du temps perdu plaatsvinden; de Duitse Nobelprijswinnaar Thomas Mann schreef De dood in Venetië; de Britse schrijfster Daphne du Maurier schreef het kort verhaal Don't Look Now; en de Britse schrijver Ian McEwan publiceerde in 1981 De troost van vreemden.
In films is Venetië ook een vaak gebruikte locatie. Manns stuk werd in 1971 als Death in Venice verfilmd door de Italiaanse regisseur Luchino Visconti met Dirk Bogarde in de hoofdrol; de Britse regisseur Nicolas Roeg adapteerde met Don't Look Now Du Mauriers verhaal in 1973 tot een horrorklassieker met Donald Sutherland en Julie Christie in de hoofdrollen; en McEwans roman werd in 1990 door de Amerikaan Paul Schrader tot de film The Comfort of Strangers bewerkt. In de remake uit 2003 van The Italian Job uit 1969 wordt in Venetië een kraak gezet. In Federico Fellini's Casanova (1976) is Venetië eveneens het toneel. Ook The Tourist uit 2010 speelt zich deels in Venetië af.
Ook James Bond maakte meermaals de stad onveilig wanneer hij met opgevoerde gondels door de canali vaart of bandieten door de wijzerplaat van de Torre dell'Orologio slingert. In de tweede film From Russia with Love (1963) arriveert Sean Connery er met de Oriënt-Express. In Moonraker (1979) ontdekt Roger Moore er een geheim laboratorium. In Casino Royale (2006) schiet Daniel Craig zijn weg door de campi en palazzi.

### Sport
Venezia FC is de professionele voetbalploeg van Venetië en speelt in het Stadio Pierluigi Penzo. In het seizoen 2024-25 komt de club uit in de Serie A (eerste niveau).

## Toerisme

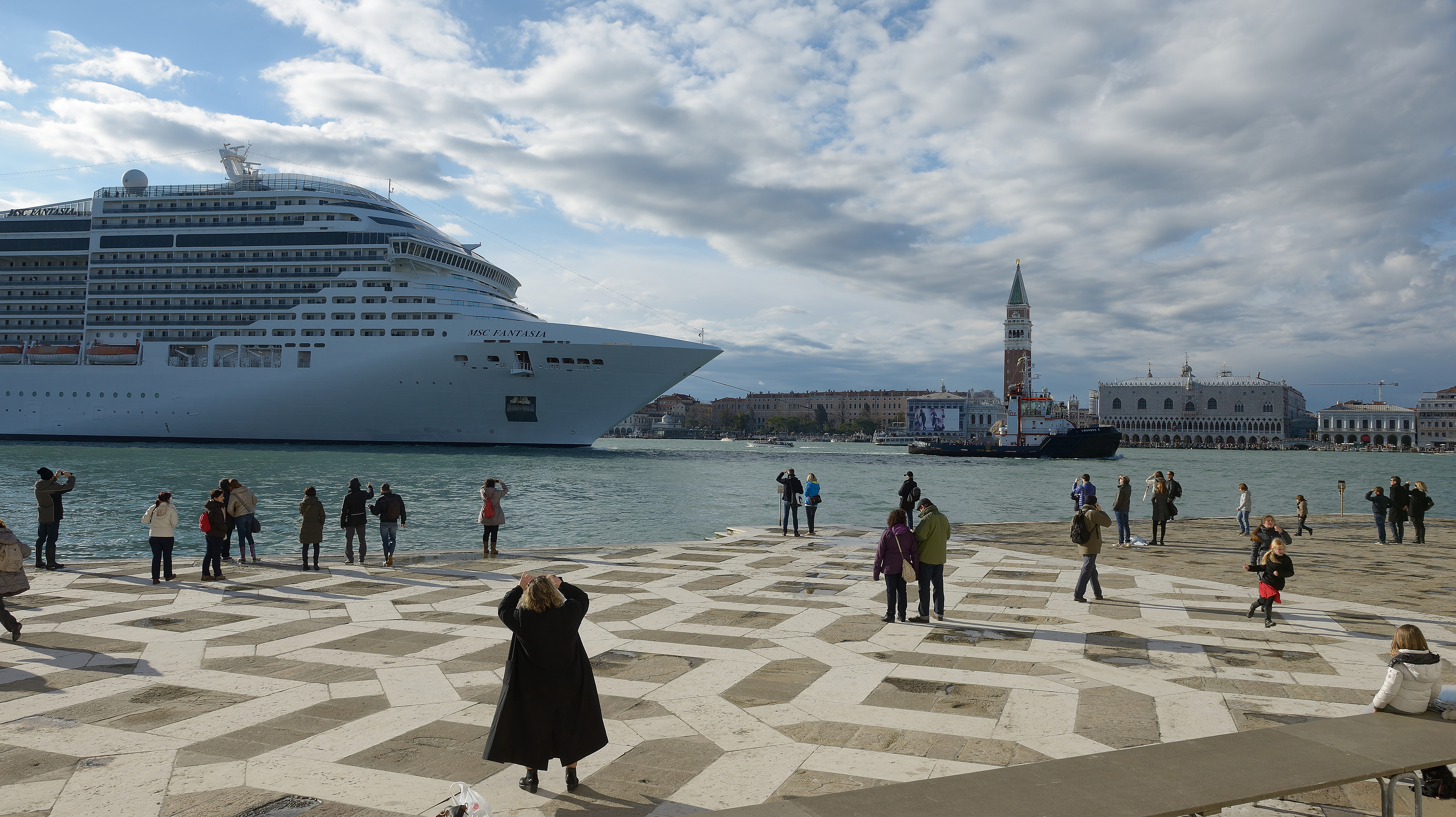
Een cruiseschip in Venetië. De golfslag van deze schepen zorgt voor versnelde schade aan de kades.

Venetië is een geliefde bestemming voor toeristen. Jaarlijks bezoeken een kleine dertig miljoen de stad; een veelvoud van het aantal bewoners. Toerisme is veruit de belangrijkste inkomstenbron, maar zorgt ervoor dat de stad overdag kampt met een hoge recreatiedruk. Dit heeft geleid tot een zeer hoog percentage huizen dat alleen nog als bed & breakfast wordt gebruikt, en stijgende huizenprijzen, waardoor de lokale bevolking moeilijk aan woonruimte kan komen; het zogenaamde Airbnb-probleem. Dit leidt tot onvrede onder de bevolking.

### Toegangsticket voor dagtoeristen
Omdat Venetië lijkt te bezwijken onder het vele toerisme, heeft de Italiaanse regering besloten belasting te gaan heffen voor dagjesmensen. Met name de toeristen van de cruiseschepen en omliggende campings blijken de stad veel te vervuilen tijdens een kort bezoek en voor weinig tot geen inkomsten te zorgen. Het plan was dat vanaf mei 2019  deze toeristen drie euro entree moeten betalen, met een hoger tarief tijdens het hoogseizoen of speciale evenementen. Per 1 januari 2022 moest een toegangsprijs gelden voor wie geen hotelreservering had. Het bedrag moet afhangen van de drukte. Er werd gedacht aan een maximum van € 10.
Op 25 april 2024 werd dit toegangsticket effectief ingevoerd.

## Verkeer en vervoer

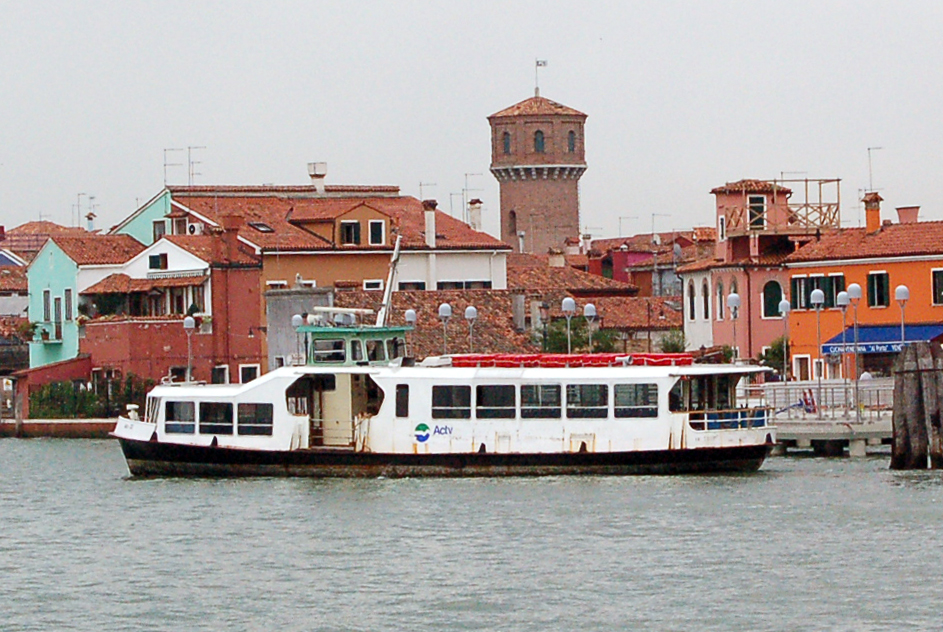
Een vaporetto

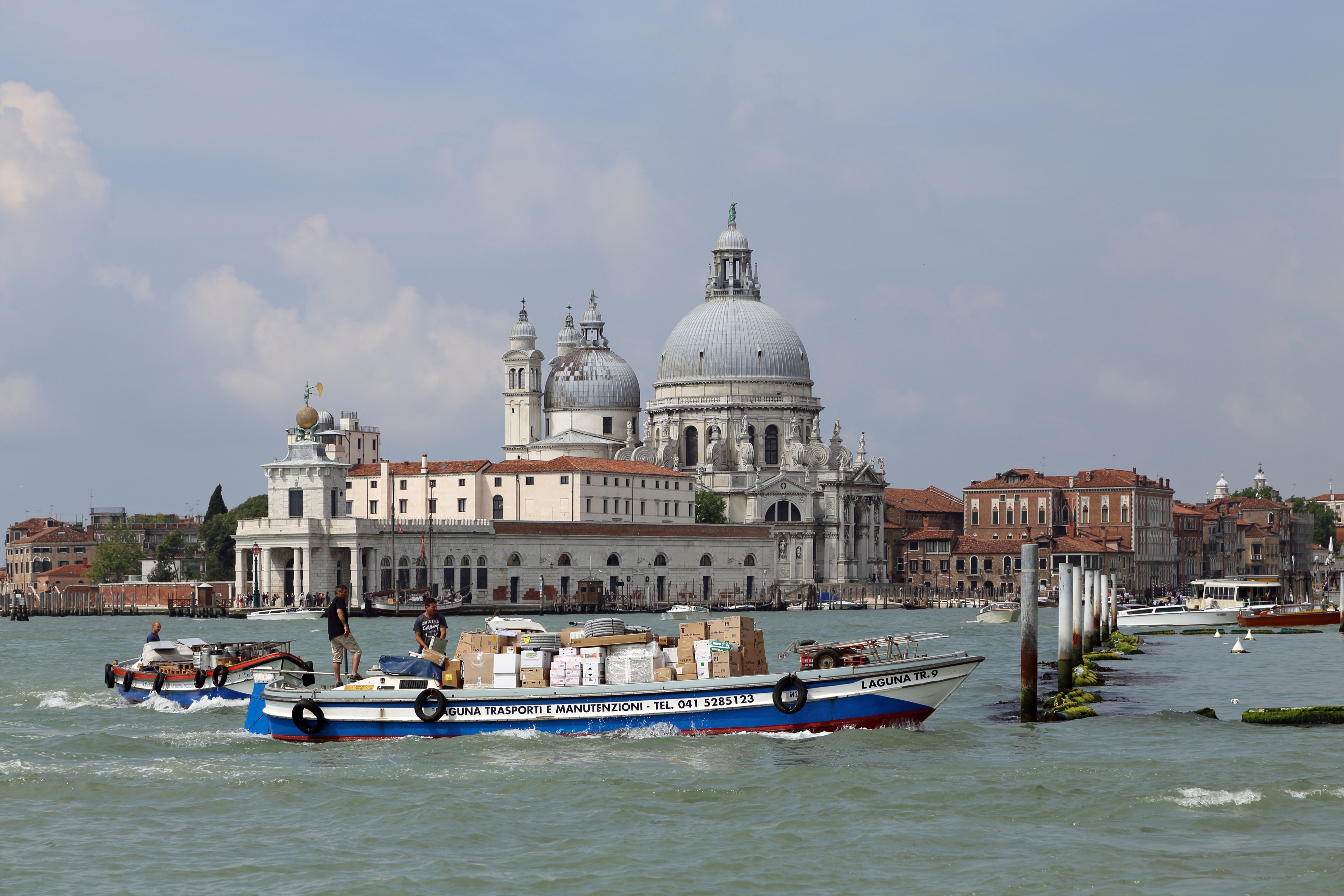
Goederenvervoer te water

Venetië is Europa's grootste stedelijke autovrije gebied. Het bestaat uit meer dan honderd eilanden en hier fungeren de beroemde kanalen als wegen. De stad is met het vasteland verbonden door de bijna vier kilometer lange Ponte della Libertà. Hierover loopt behalve een spoorlijn ook een weg en een bandentram afkomstig van de voorstad Mestre. De tramlijn en verkeersweg komen uit op het eiland Piazzale Roma, waar tevens een busstation waar alle bussen, afkomstig van het vasteland, afgehandeld worden. De stad heeft een haven voor cruiseschepen op het kunstmatige eiland Tronchetto en een veerhaven op het kunstmatige eiland Marittima die verbonden is met een people mover naar Piazzale Roma. Bij Piazzale Roma kan geparkeerd worden en kan men overstappen op de vaporetto, een busboot of waterbus. De spoorlijn komt uit bij het treinstation Venezia Santa Lucia (Venezia S.L.) op de kop van het Canal Grande dicht bij Piazzale Roma. Van hieruit gaan er ook waterbussen.
Dicht bij de stad, op het vasteland, ligt de luchthaven Venetië Marco Polo. Vanaf deze luchthaven gaan waterbussen van Alilaguna naar het centrum. Op zo'n 30 km afstand, bij de stad Treviso, ligt de luchthaven Venetië-Treviso, die vooral door prijsvechters als Ryanair wordt aangedaan. 
De klassieke Venetiaanse gondel wordt vooral gebruikt door toeristen en voor speciale gebeurtenissen als bruiloften en begrafenissen. Gebruik van de gondels is prijzig. Ook is er een openbaar vervoersysteem met boten, de zogenaamde vaporetto of waterbussen, en een groot aantal privéboten. Het openbaar vervoer wordt verzorgd door de ACTV. Dwars door de stad slingert het Canal Grande. De Gondola-Traghetto is een gondelveer dat dit kanaal oversteekt.
Goederenvervoer, onder meer voor de bevoorrading van de winkels, gebeurt per boot. De hulpdiensten, politie, brandweer en ambulance, maken ook gebruik van boten en ook de vuilnis wordt per boot opgehaald.

## Waterbeheer

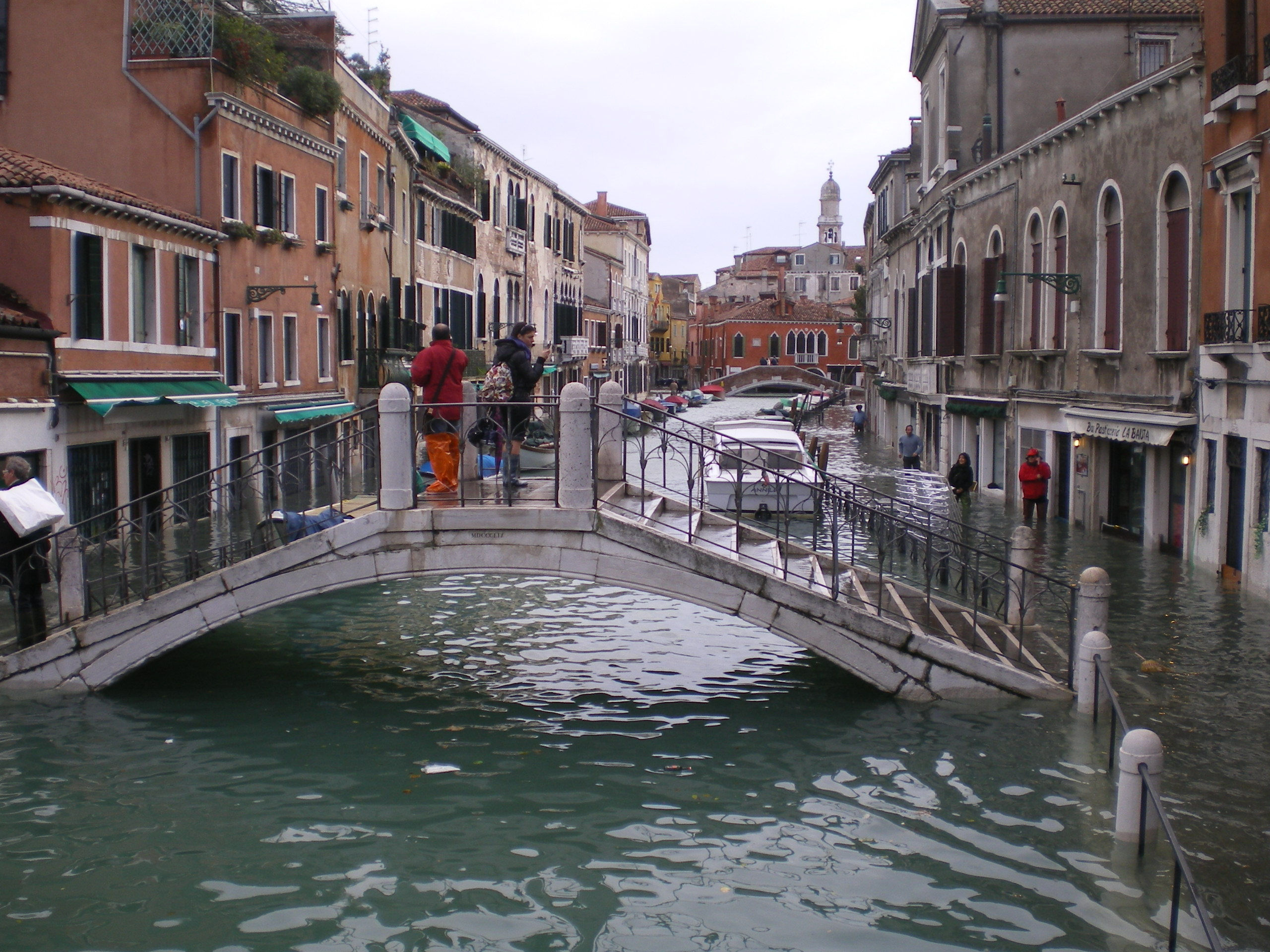
Hoogwater, oftewel Aqua Alta.

De stad heeft vaak, vooral tussen november en februari, te kampen met overstromingen vanuit de Adriatische Zee: de zogenaamde Aqua Alta. Vanwege de drassige grond zijn de gebouwen in Venetië, net als in Amsterdam, gebouwd op palen. Het gevolg is dat deze verzakken. In de twintigste eeuw leidde het wegpompen van grondwater onder de stad ten behoeve van de chemische industrie tot aanzienlijke bodemdalingen, reden waarom dit in de jaren zestig werd verboden. In november 1966 werden Florence en Venetië geteisterd door ongekende overstromingen, die veel schade toebrachten aan de talloze, unieke kunstschatten. UNESCO deed een dringend beroep op de lidstaten om particuliere comités op te richten, die een bijdrage zouden kunnen leveren aan de hoogst noodzakelijke restauraties van de beschadigde kunstwerken. Vergeleken met 100 jaar eerder was in 2003 het gemiddelde waterpeil 23 cm hoger geworden. Om verdere overstromingen te voorkomen werd dat jaar begonnen met de bouw van een stormvloedkering, die de lagune bij hoog water moet afsluiten: het MOSE-project.
Op 3 oktober 2020 bewees de nieuwe stormvloedkering voor het eerst zijn nut. Ondanks het noodweer dat het noorden van Italië teisterde, met bij vloed extra hoog water, liep het San Marcoplein voor het eerst niet meer onder water, dankzij het omhoogklappen van de gele kleppen van de stormvloedkering. Een jaar eerder stond het water onder vergelijkbare omstandigheden nog bijna twee meter hoog.

## Partnersteden
- Suzhou (Jiangsu) (China), sinds 1980
- Istanbul (Turkije), sinds 1993
- Sarajevo (Bosnië en Herzegovina), sinds 1994
- Nürnberg (Duitsland), sinds 1999
- Qingdao (China), sinds 2001
- Sint-Petersburg (Rusland), sinds 2002
- Thessaloniki (Griekenland), sinds 2003
- Fort Lauderdale (Verenigde Staten), sinds 2007

## Bekende inwoners van Venetië
- Lijst van Venetianen